# Wielka Papirusowa Turnia
Wielka Papirusowa Turnia (słow. Veľká čierna veža, niem. Papirustalturm I, węg. Papirusztorony I, Nagy Papirusztorony) – turnia znajdująca się w grani głównej Tatr Wysokich w ich słowackiej części. Wielka Papirusowa Turnia stanowi północno-wschodnią z trzech Papirusowych Turni leżących w grani głównej. Od Czarnego Szczytu na północnym wschodzie oddzielona jest Papirusową Przełączką, a od Pośredniej Papirusowej Turni na południowym zachodzie oddziela ją siodło Pośredniej Papirusowej Przełączki. Jej wysokość jest w przybliżeniu równa wysokości wyższego wierzchołka Pośredniej Papirusowej Turni, wyższa jest natomiast jej południowa ściana.
Od strony południowo-zachodniej pod turnią znajduje się Barania Kotlina – górne piętro Doliny Dzikiej. Południowa ściana Wielkiej Papirusowej Turni ma ok. 230 m wysokości. Ściana ta jest wąska i położona pomiędzy długą depresją z lewej, opadającą z Pośredniej Papirusowej Przełączki, a Papirusowym Kominem z prawej, zbiegającym z Papirusowej Przełączki. Jej dolne partie są przecięte Pośrednią Papirusową Drabiną – fragmentem długiego zachodu, jakim jest Papirusowa Drabina. Powyżej Papirusowej Drabiny w ścianie wyróżnia się trzy filary:
- prawy – wybitny, wąski, zakończony sporo poniżej wierzchołka,
- środkowy – wybitny, szeroki, sięgający po sam wierzchołek,
- lewy – niezbyt wybitny, zanikający w środkowej części depresji pod Pośrednią Papirusową Przełączką.

Pomiędzy prawym a środkowym filarem południowej ściany znajduje się głęboki Zadni Papirusowy Komin. Jego przedłużeniem poniżej Pośredniej Papirusowej Drabiny jest Pośredni Papirusowy Żlebek. Z kolei dalszym ciągiem Papirusowego Komina poniżej Papirusowej Drabiny jest Skrajny Papirusowy Żlebek.
Do Czarnego Bańdziocha w górnych partiach Dolinie Czarnej Jaworowej zbiega w tym rejonie Szymkowy Żleb, ponad którym wyrasta blok szczytowy Wielkiej Papirusowej Turni.
Na wierzchołek Wielkiej Papirusowej Turni nie wiodą żadne znakowane szlaki turystyczne, jest dostępna jedynie dla taterników. Najdogodniejsza droga prowadzi na szczyt prowadzi z Pośredniej Papirusowej Przełączki. Drogi od strony Doliny Dzikiej są częściowo przynajmniej nadzwyczaj trudne (V− w skali UIAA).
Wielką Papirusową Turnię zwano niegdyś Północno-Wschodnią Papirusową Turnią (SV čierna veža).
Pierwsze wejścia turystyczne:
- Alfred Martin i przewodnik Johann Franz (senior), 16 lipca 1907 r. – letnie,
- Josef Bethlenfalvy i A. Roth, 7 kwietnia 1934 r. – zimowe[2].